# 室鳩巢
室鳩巢（1658年3月29日（萬治元年2月26日）—1734年9月9日（享保19年8月12日））諱直清，字師禮，通稱新助（也作信助），號鳩巢，又號滄浪。他是江戶時代中期的儒學學者，朱子學在日本的代表人物之一。曾將《六諭衍義》翻譯成日本語，為日本儒學發展作出了一定貢獻。
室鳩巢出生在武藏國谷中村（今東京都台東區谷中），父親是當時的醫師室玄樸。15歲時出仕金澤藩任職，根據藩主前田綱紀的命令，室鳩巢前往京都，拜當時著名的儒者木下順庵為師，學習儒學。在木下順庵的門下，他才學優異，與其同學新井白石、雨森芳洲、祇園南海、榊原篁洲等十人，被並稱為「木門十哲」。40歲時，室鳩巢為朱子學所吸引，與山崎闇齋的門人羽黑養潛深相結納。
正德元年（1711年），室鳩巢受到同學新井白石的推薦，成為江戶幕府的儒學者。室鳩巢曆仕德川家宣、德川家繼、德川吉宗三代幕府將軍。在德川吉宗將軍嗣位之後，罷免新井白石，任命室鳩巢為文學侍講。室鳩巢執政後，施行享保改革。其頒佈的足高之制對才能欠佳的官員進行罷免，改進了日本的官制。同時，他奉德川吉宗之命，將《六諭衍義》翻譯成日本語，稱為《六諭衍義大意》，並在日本刊行。後來這本書成為寺子屋的教科書，直到明治維新為止。
室鳩巢晚年遷住駿河台的屋敷。死後，葬於其師父木下順庵的墓側，其遺址為今東京都文京區的大塚先儒墓所。著作有《六諭衍義大意》、《五常名義》、《五倫名義》、《駿台雜話》、《赤穗義人錄》、《獻可錄》、《兼山秘策》等。

## 著作
- 駿台雑話 （森銑三校訂 岩波文庫、1936年）
- 日本教育思想大系 林羅山・室鳩巣 （日本図書センター、1979年7月）
- 鳩巣先生文集 （杉下元明編 近世儒家文集集成. 第13巻 ぺりかん社, 1991.10.